# スケートボード

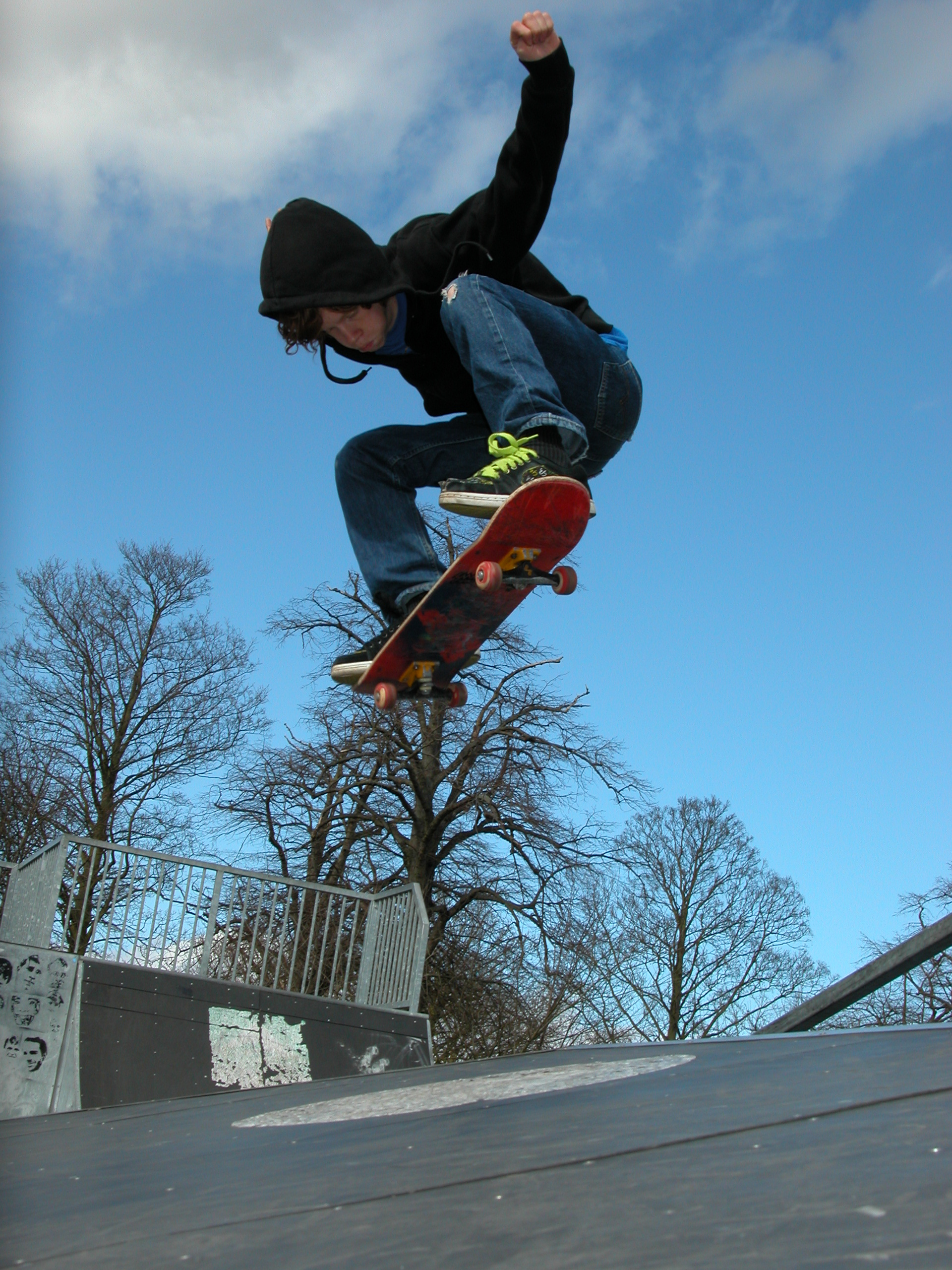
スケートボーディング

スケートボード（skateboard）は、一枚の板に車輪が付いた乗り物（運動用具）である。日本ではスケボーと略して呼ばれることもある。
2020年東京オリンピックで、ストリートとパークがローラースポーツの追加種目に採用された。2024年パリオリンピックでも追加種目として実施された。
オリンピックの歴史の中で最初のメダリストは、男子は堀米雄斗（金、日本）、ケウビン・ホフラー（銀、ブラジル）ジャガー・イートン（銅、アメリカ）。女子は西矢椛（金、日本）、ライッサ・レアウ（銀、ブラジル）、中山楓奈（銅、日本）。

## 概要

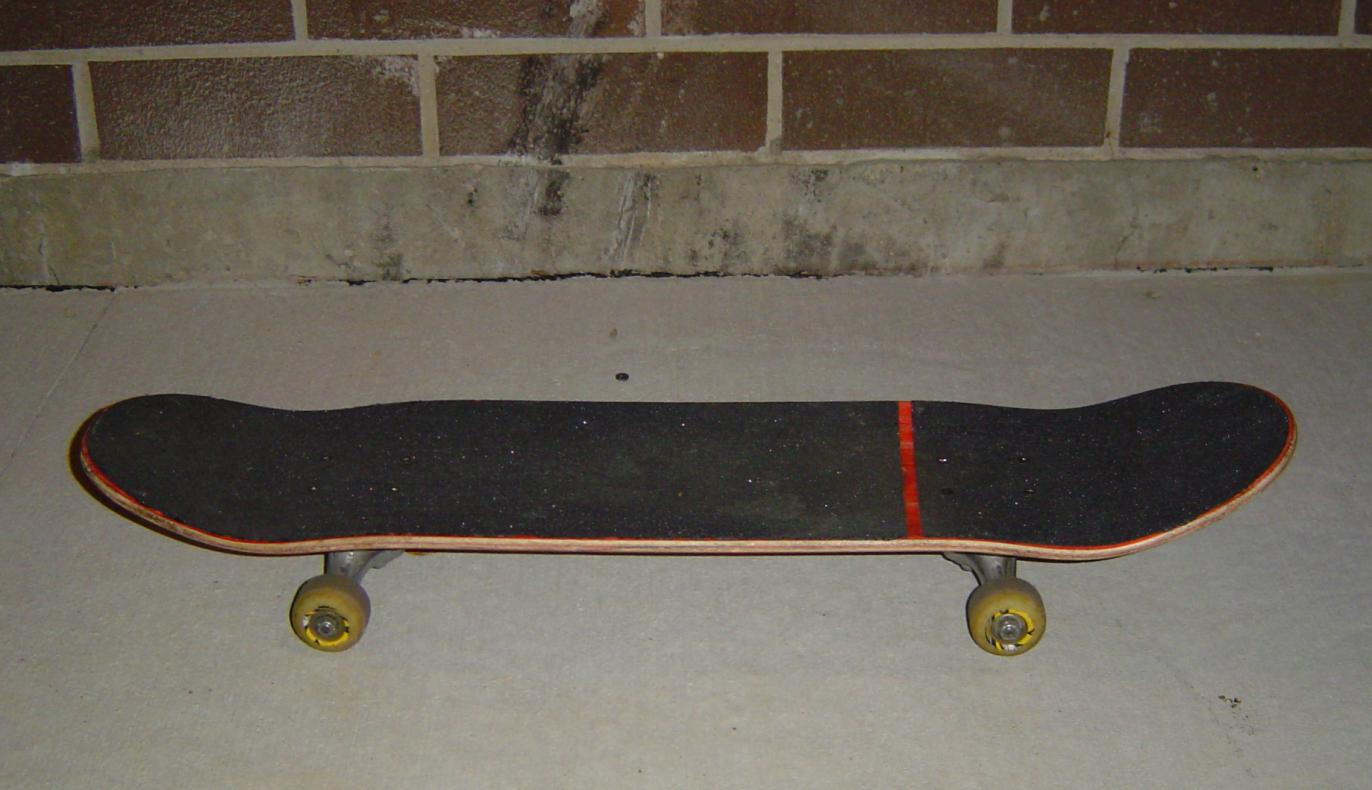
一般的なスケートボード

通常は四つの車輪を持つ一枚の板に足を固定せずに立って乗る。全長31インチ（約78cm）程度のものが一般的。
日本でのプロ認定や各種競技会（ストリート・スケートボード）は、スラローム世代の日本スケートボード協会(AJSA)が、フラットランドに関しては日本フラットランドスケートボード協会(JFSA)が執り行っている。
五輪界ではローラースポーツ競技の種目。国際競技連盟はワールドスケート。日本の国内競技連盟はワールドスケートジャパン。
スケートボードの技のことを「トリック」と呼ぶ。

## 競技の種類
ストリートスタイル(Street)
ストリート(街中)に存在する斜面、縁石、階段、手摺り等を技に利用する事から発展し、それらと同様の構造物を設置したスケートパークも存在する。コンテストではストリートリーグ / SLS(Street League Skateboarding)が世界最高峰の大会と認識されている。
パークスタイル（Park）
お椀型のくぼみを組み合わせたコースで滑走する競技。エックスゲーム（X Games）のスーパーパーク（Super Park）から発祥し、現在ではバンズ・パークシリーズ（Vans Park Series）が世界大会と認識されている。日本国内には国際大会を開催できるレベルのパークスタイルコースが数少ない。
フリースタイル(Freestyle)/ フラットランド(Flatland)
ボードに逆立ちする、ボードを横に倒して乗る、ボードを立てて乗る、ボード２枚を両足で乗る、といった様々な技をフラットランド（平地）のみで行う。
ヴァーチカル(Vertical)/ ヴァート(Vert)

半円 / U字型の構造物（3m〜4m高）で滑走部分の最上部は垂直の90度となる。バーチカルランプ（スノーボードやインラインスケート等ではハーフパイプ）とも呼ばれ、トリックの難易度等を競う。
ビッグエアー（Big Air）
メガランプ(Mega Ramp）と呼ばれる超大型構造物を滑走し、例えるならば「スキージャンプ」と「空への発射台」の2つを組み合わせたもの。エックスゲームにて世界大会が行われている。
スラローム（Slalom）
一列に並べたパイロンを潜り抜けながら進んで行く。潜った正確性やスピード、またはその両方を競う。

## ギャラリー

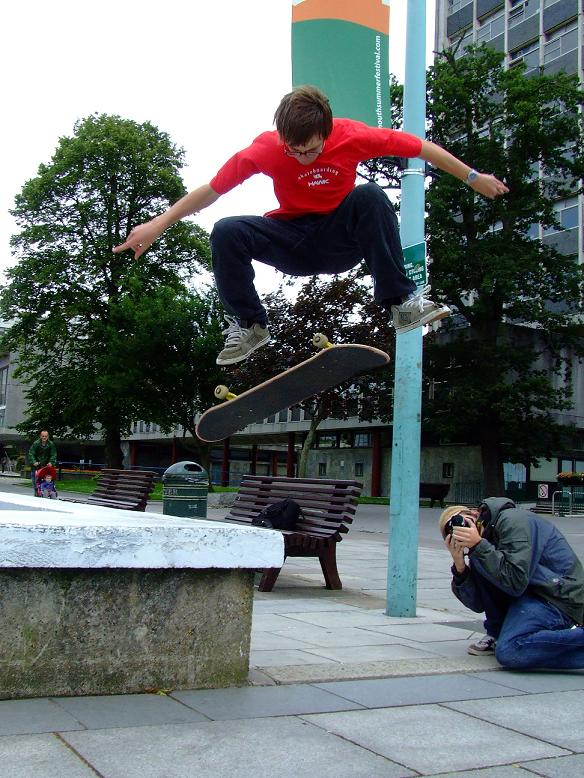
ストリート
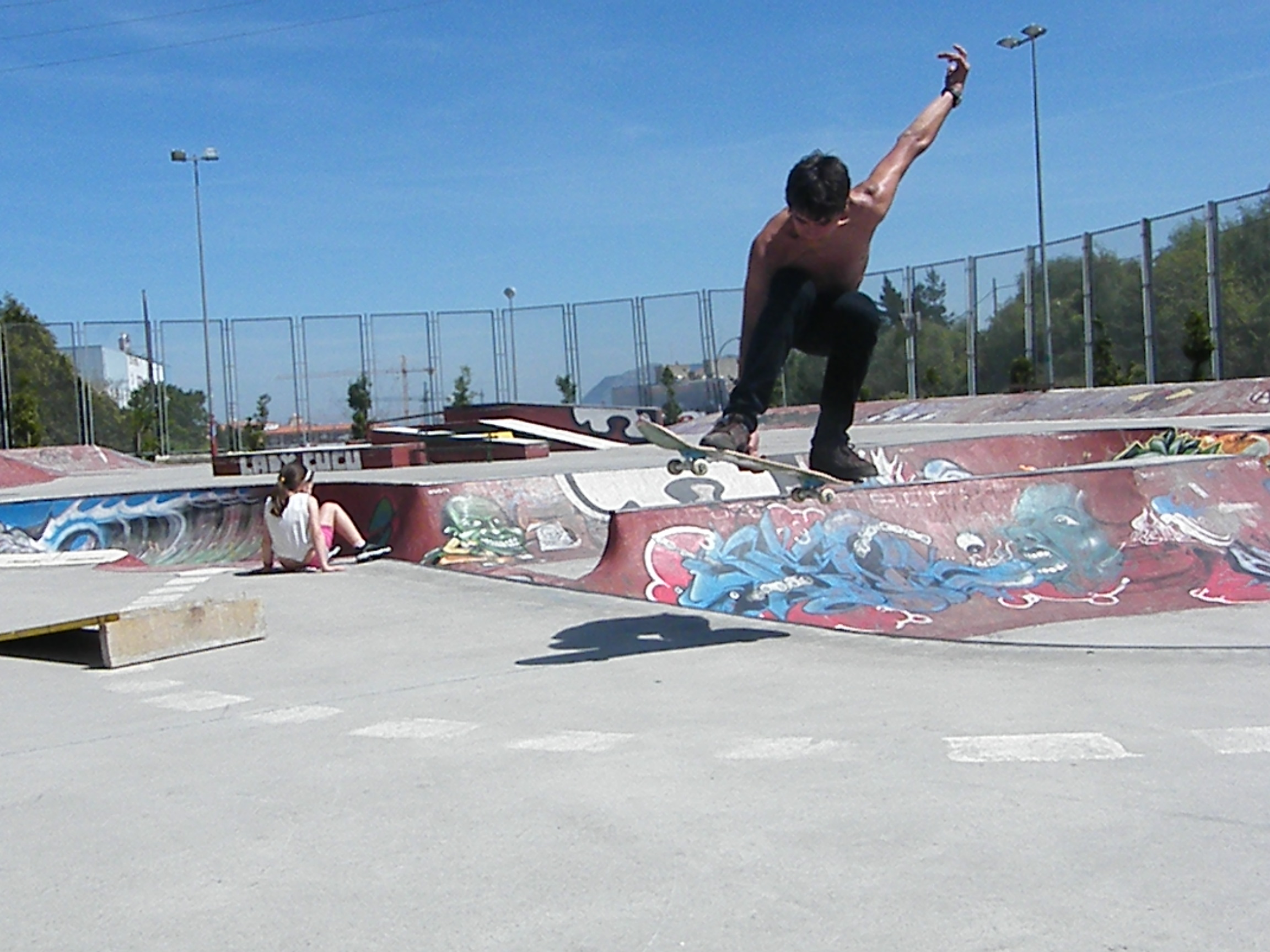
パーク
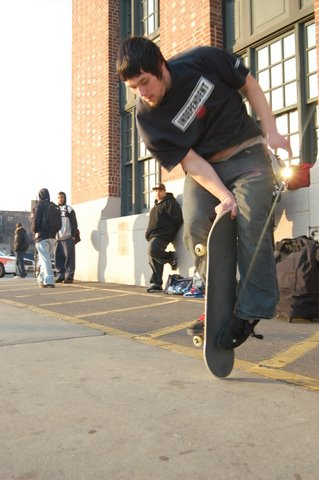
フリースタイル
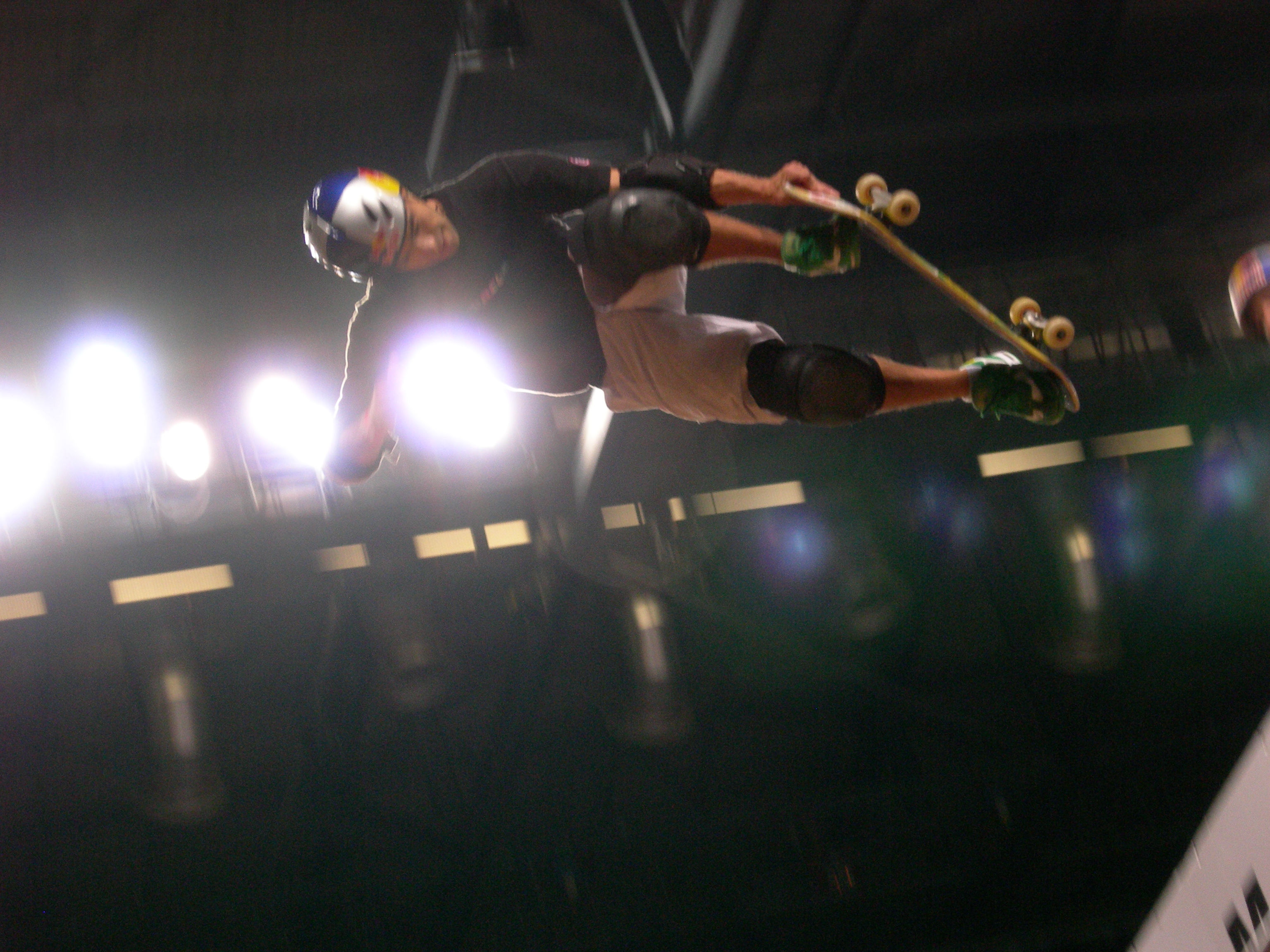
バート
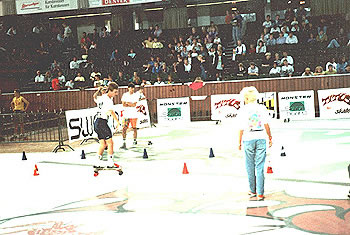
スラローム

## 歴史
（用語については#スケートボード用語と#主なスケートボードトリックを。スケートボーダーについてはプロスケートボーダー一覧を参照。）

### 1960年代（第一世代）
ローラースケートを流用した木製四輪キックスケーターからハンドルを取ったものが原型と言われている。その後カリフォルニアのサーファーが水を抜いたすり鉢状のプールで乗り始めた事から流行が本格化する。当時は「サイドウォークサーフボード」「ロックライダー」などと呼ばれていた。ウィール（車輪）の材質はゴム、鉄、プラスチック、粘土など。

### 1970年代（第二世代）

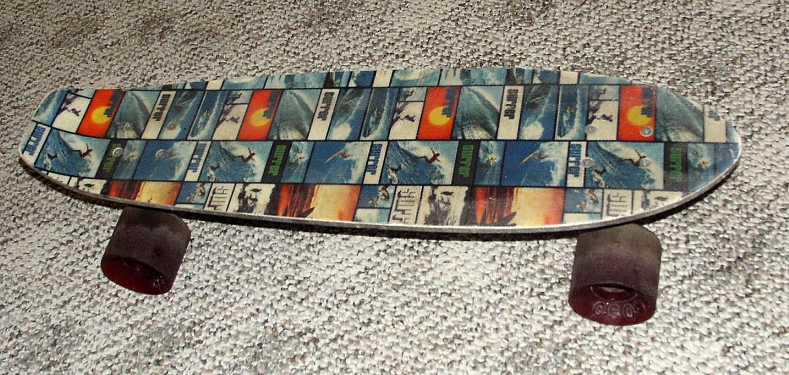
スラローム向け

それまでの単なるサーフィンの練習用のものから、グラスファイバーを使ったスラローム向けの小さめ（幅約15cm）の板と、合板を使ったランプ向けの大きめ（幅約25cm程）の板に分派した。ウィールはポリウレタンが一般化する。
プレイスタイルとしては、ボウルやハーフパイプを備えたスケートパークが建設され、様々な技が生み出される。パーク以外でもフラットランドスケートボーディングが発達する。1978年にはアラン・ゲレファンドがランプ（斜面）で手を使わずにボードを浮かせる技「ノーハンドエアリアル」を開発する。この技は彼のニックネームである「オーリー(Ollie)」の名で広まった。
またこの時代より、大きめの板の「裏側」に着目して飲料水メーカーなどのグラフィックが描かれる様になる。この裏面のグラフィックアートが、その世代の流行を反映しながら今日まで続いている。
有名なところではZ－Boysが世間に名を知らしめた時代である。

### 1980年代（第三世代）

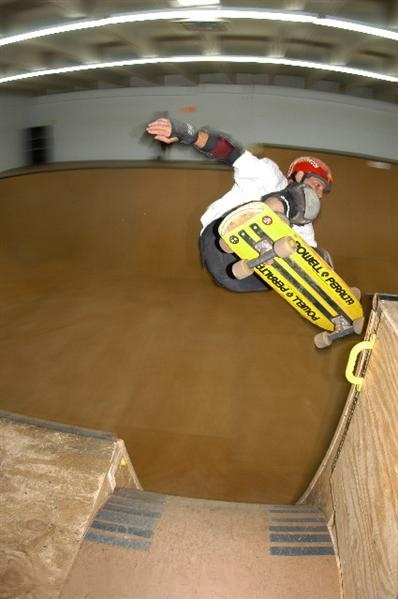
アラン“オーリー”ゲレファンド

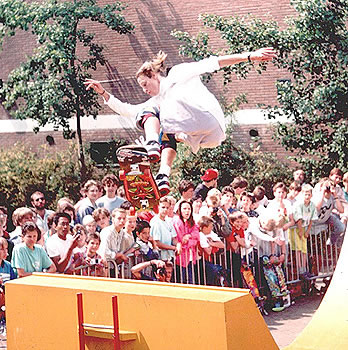
トニー・ホーク

トニー・ホークやクリスチャン・ホソイがバートランプで名を馳せた。
また、フラットランドで活躍したロドニー・ミューレンが平地でのオーリーを開発し、ストリートスタイルの発展に大きく貢献する。この頃から優秀なスケーターにはスポンサーがつき、シグネイチャー・モデルのスケートボードが登場する。また、バスケットシューズを発展させたスケートボード専用シューズが登場する。
この時代にはロックミュージックの一つスラッシュメタルが「スケートロック」とも呼ばれてスケーターに支持され、スケートボード裏面にはレコードジャケットのようなグラフィックが主に用いられた。
ボード
材質は楓の合板が一般化する。デッキ（表面）の縦にコンケーブ（凹み）、更に滑り止めとして、前足部及び後ろ足部に荒い紙やすり状のグリップテープが張られ、デッキ裏にはスライドをし易くする為のレールガードが付けられた。テール部にも角度（キックテール）がつけられた。また1970年代からもあった小技だが、オーリーの成功率をより高く、高さもより飛べるようにつま先を引っ掛ける為のU字型の簡易ドアノブをノーズに付けるのが流行した。
競技
バートランプで発展したトリックがストリートでも用いられる。マーク・ゴンザレスがオーリーを駆使して様々な場所を攻め、スケートボーディング誌を華々しく飾った。
環境
1970年代から活発な活動をしていたZ-BOYSのトニー・アルバが設立した「アルバスケーツ」を筆頭に、スケートボードの宣伝が各社により活発になった。また本格的にスケートボードウェアーを開発するメーカーも現れた。「THRASHER」をはじめとするスケートボード専門誌が設立され、世界的にも広く普及し始めた。

### 1990年代（第四世代）

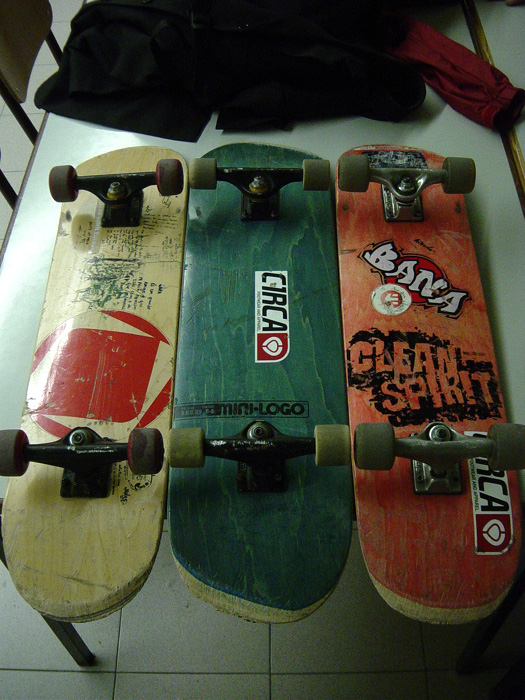
第4世代のボード。磨り減ったテールを除けば、形状と大きさは殆ど変わらない。

ヒールフリップ・スライド・マニュアルなどのプレイスタイルを主体とし、文字どおり街頭の建造物を使用したストリートスタイルが発展する。デッキ裏面には時代の流行音楽を反映し、ハードコアパンクやオルタナティブロック、ヒップホップ調のグラフィックがあしらわれた。また、有名企業の商標をパロディしたものも流行した。
ボード
デッキの寸法は（幅187.5×縦800mm (7.5"×32")）程に収斂されて行く。ボードを水平回転させるトリックが発達したため、どちらが前後になっても問題ないようにノーズとテールは同じ形になり、トリックの成功率を上げるためコンケーブも強めになる。トリックの多様化でボード全面を使う為、デッキ表側全面にテープが貼られる。ウィールの直径は50〜56mm。
逆にそういった主流からはずれ、サーファーやスノーボーダー向けに意図的なスライドやボードの傾斜を意識した特殊なボードも開発されてゆく（下記ギャラリー参照）。

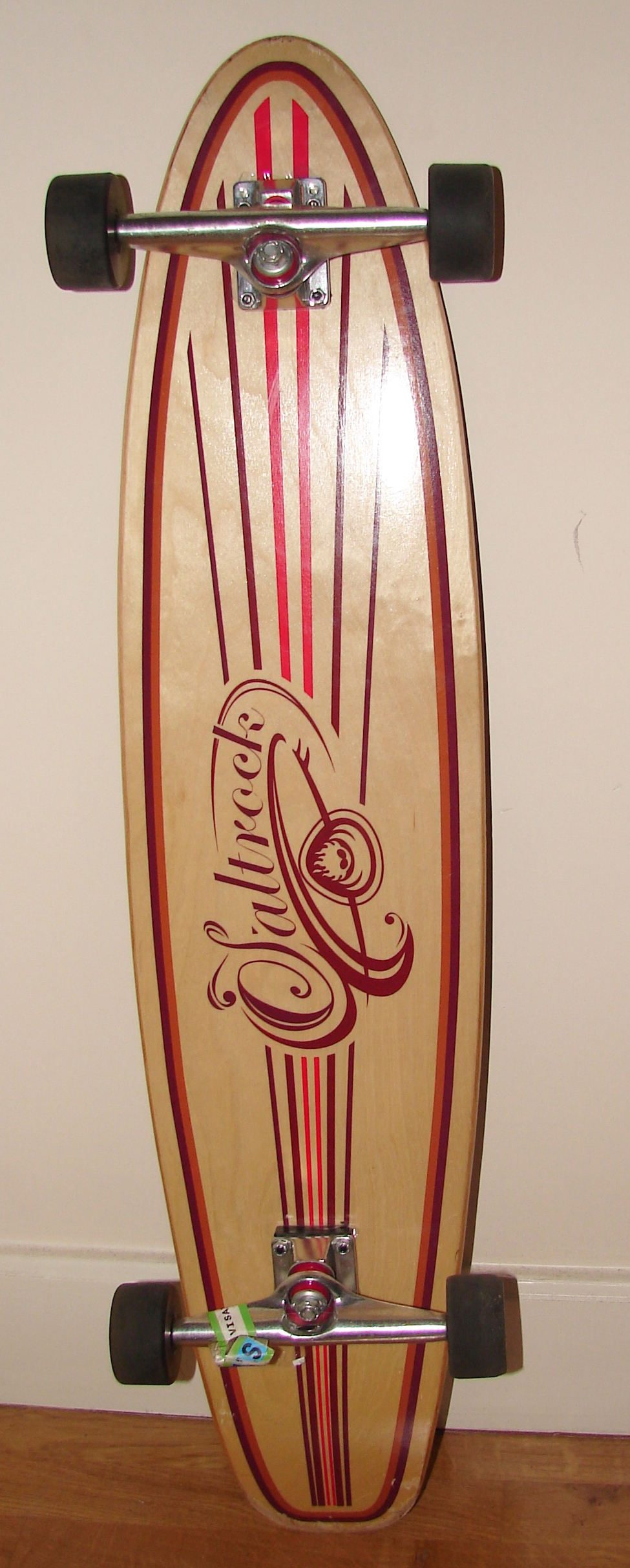
ロングスケートボード(en:Longboard)。長さや形状は様々。
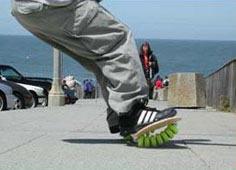
フローボード(en:Flowboard)。深いバンクが可能。

競技・環境
スケートボードの宣伝がさらに活発になり、ビデオマガジンが発売された。また、スケートボードやシューズのブランドがスポンサーとなり、プロスケートボーダー4〜6名のチームによる活動を始めた。

### 2000年代
従来のスケートボードはストリートスタイル普及の結果、街頭の建造物がスケートボーダーにより意図的に破壊される犯罪問題が発生し、街頭でのスケートボーディングが一部制限される。代わりにストリートセッション中心の公共スケートパークが増え、パークスケートボーディングが発展した。スケートボーダーによる麻薬使用といった犯罪行為は、社会問題になりつつある。

### 2020年代

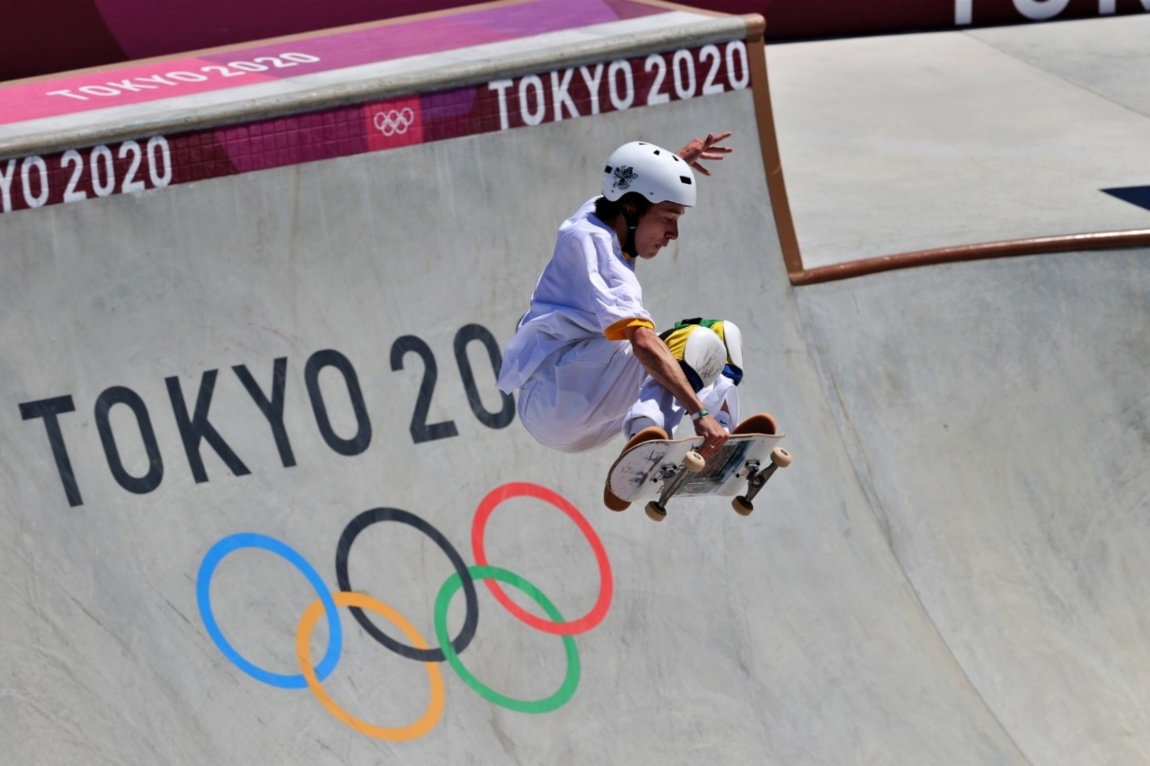
2020年東京オリンピック

2021年に開催された2020年東京オリンピックにて、初めて夏季オリンピックの競技として実施された。
東京オリンピック開催後、日本人選手のメダル獲得が相次いだことなどからスクールに通う子供が増加したとされ、上述の社会問題化していた状況から一転して習い事のスポーツの一つになった。
ただし、素行不良のスケーターの問題は依然として改善せず、公園や駅前ではスケートボーダーの退去を命じることができる条例が制定された例もある。これらのトラブルの原因の一つにスケートボード場の料金の高さや営業時間等が挙げられており、環境整備が課題となっている。

## 主なトリック

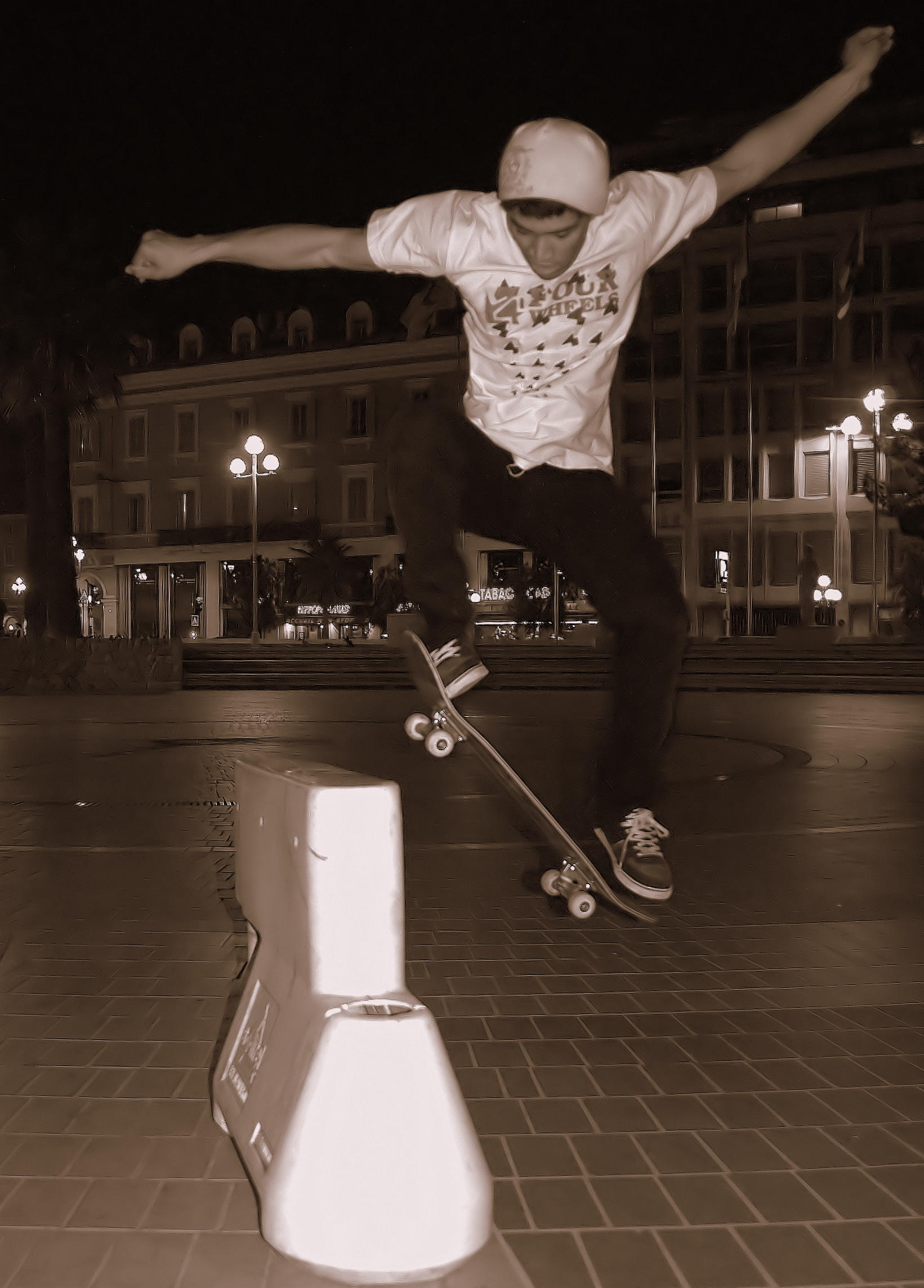
オーリー

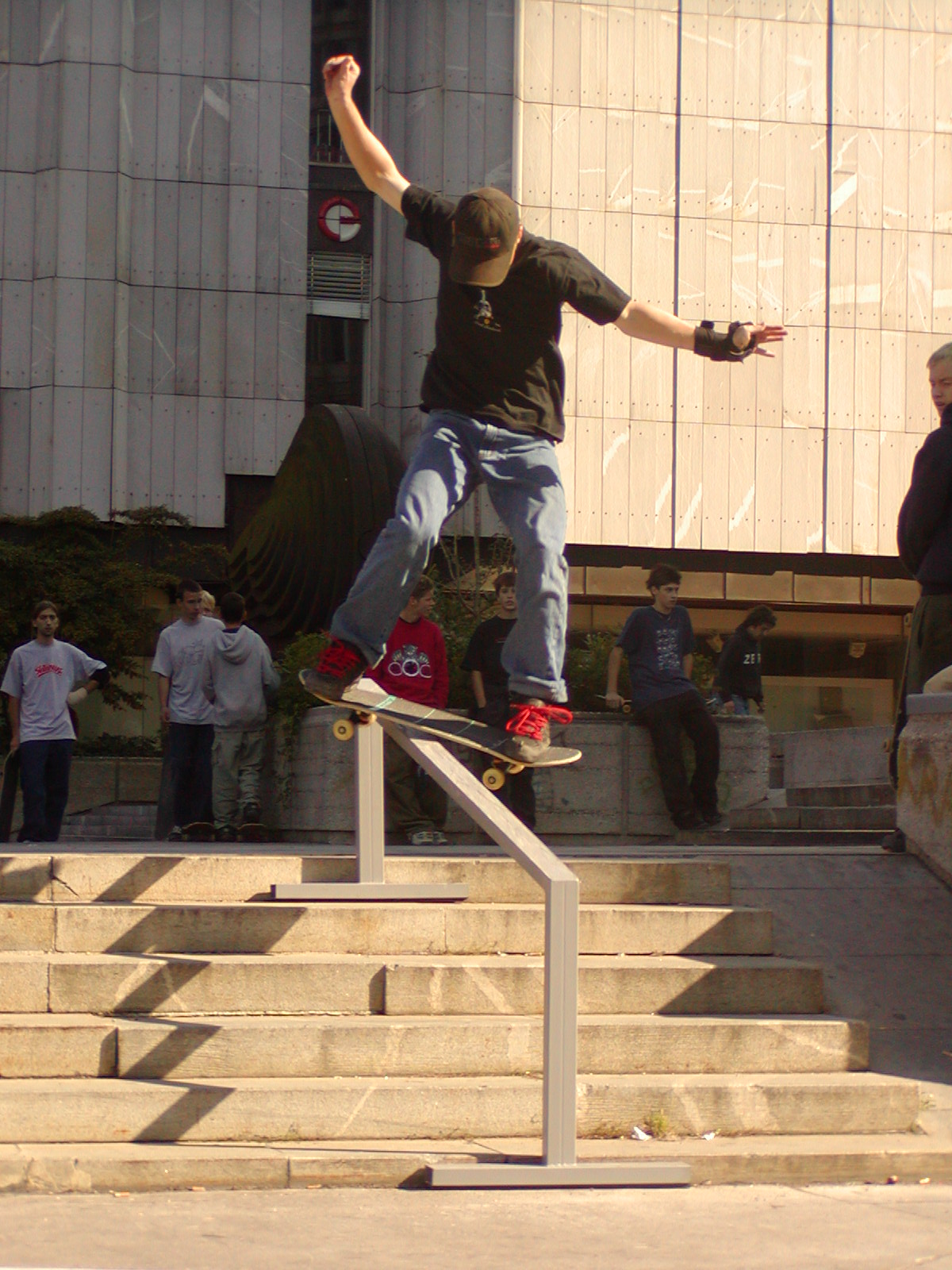
ボードスライド

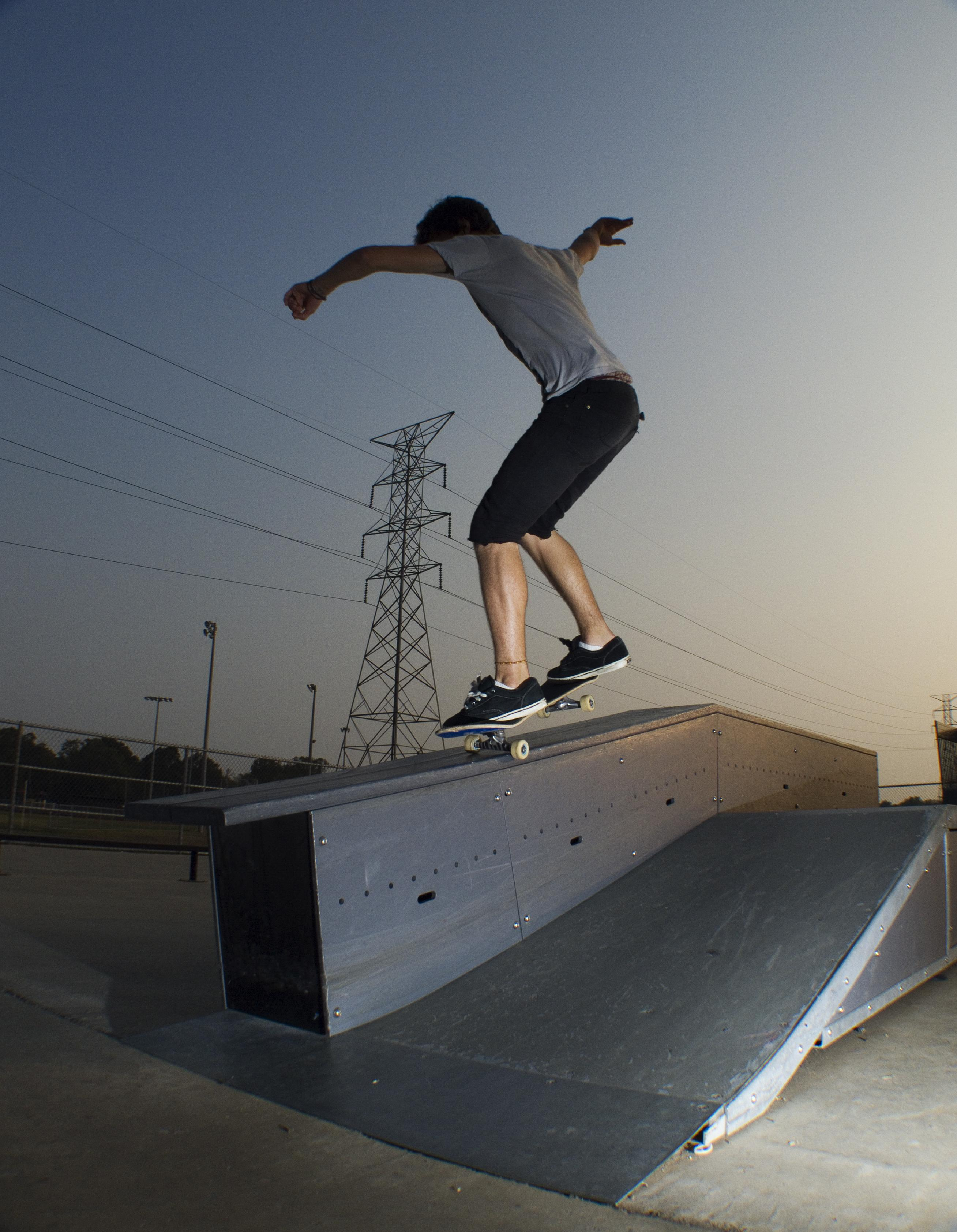
ノーズグラインド

プッシュ(Push)
地面を蹴って進む、一番の基本。
チックタック、チクタク(Tick tack)
前輪を左右交互に振って進む。
フェイキー(Fakie)
後ろ向きに進む。
マニュアル(Manual)
前輪を浮かせるとテールマニュアル、後輪だとノーズマニュアル。
ボンレス(Boneless)
片手でボードを掴みながら片足で地面を蹴って飛ぶ。
オーリー(Ollie)
テールを蹴りながら人間がジャンプし、同時にノーズ側に足を擦りあげてボードを浮かせる。
キックフリップ(Kick flip)
オーリーをしながら爪先でデッキを横に蹴って回す。
ヒールフリップ(Heel flip)
オーリーをしながら踵でデッキを横に蹴って回す。
ハンドプラント(Hand plant)
ボードに乗ったままランプや地面に片手を着いて逆立ちする。
スライド(Slide)
デッキをセクションに当てて滑る技。ノーズスライド、ボードスライド、テールスライドなど。
グラインド(Grind)
トラックをセクションに当てて滑る技。50－50グラインド、5-0グラインド、Kグラインド、ノーズグラインドなど。前方はボード、後ろはトラックを掛けてグラインドするトリックもある。体重とボードの掛け方でスミスとフィーブルに分けられる。
インポッシブル(Impossible)
足にデッキを絡ませてデッキを回すトリック。フリースタイルのトリックだったものを、ロドニー・ミューレンがオーリーと複合させた。
スケートボードでは背中側に曲がる（または技をかける対象物が胸側にある）事をフロントサイド(F/S)、腹側に曲がる（または技をかける対象物が背側にある）ことをバックサイド(B/S)と呼称する。回転時の呼称に関してはサーフィンと逆である。ただし、スケートボードの場合、ランページのコーピングなど、対象物の高い位置での動きは、サーフィンのリッピングと同じ名称動きとなる。従って、サーフィンのトップターンを基準にして名称が付けられたと考えるのが妥当である。

## 用語
- ノーズ(Nose) - デッキ前方
- テール(Tail) - デッキ後方
- レギュラースタンス(Regular stance) - 左足が前になる乗り方
- グーフィースタンス(Goofy stance) - 右足が前になる乗り方
- スイッチ(Switch) - メインスタンスとは逆のスタンスで乗る乗り方

### 各パーツ

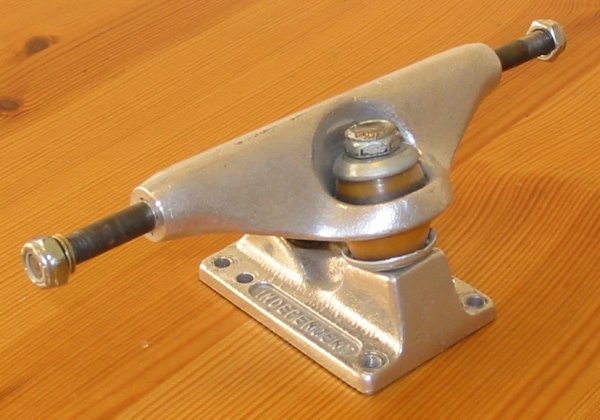
逆さにしたトラック。この状態での上部がハンガー下部がベースプレート

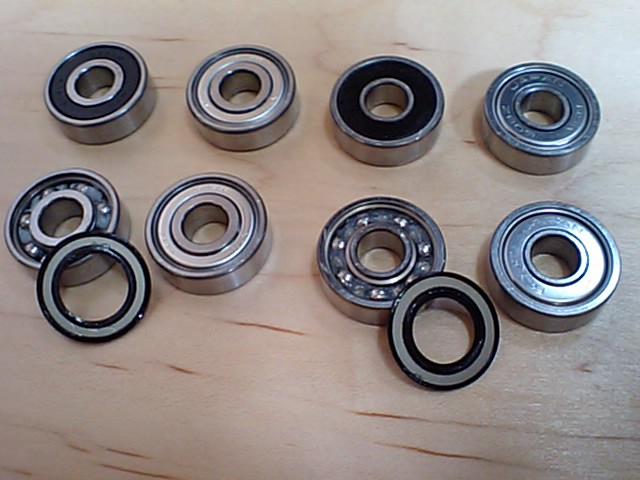
スケートボードなどに広く使われる608番ミニチュアベアリング

- デッキ(Deck) - 足場となる板。カエデ合板が使われる。（主流な呼び方としてはカナディアンメープルや、メープルと言われる事が多い）
- トラック(Truck) - デッキとの固定部分から車軸までを一まとめにした部品。左右に傾ける事で進行方向が変わる。
- ウィール(Wheel) - 車輪。ポリウレタン製
- ベアリング(Bearing) - ウィール内にはめ込む回転部品。ボールベアリングは大きく分けて、オイルベアリングかグリスベアリングのどちらかを使う。
- グリップテープ(Grip tape) - デッキ上面に貼る紙やすり状のすべり止め。
- キングピン(Kingpin) - トラックのベースプレートとハンガーを固定するボルト。ナットの締め具合でトラックの動作量を調節する。
- ブッシュ(Bush) - キングピンで挟むエラストマー。硬さによってトラックの動作量が変わる。
- アクスル(Axle) - ウィールを通すシャフト。トラックのハンガーを当てる技名にも使われる。
- アクスルナット - 外側のベアリングを留める為のナット。
- ワッシャー- アクスルに通す円形状の部品。ナットとベアリングが直接触れないように両者の中間に入れる。ベアリングとスペーサーの間に入れることもある。
- ベアリングスペーサー-ベアリングとベアリングの間に入れる筒状のパーツです

２つのベアリングの回転数を均一にする為に使う。（基本この部品は無くても可）
- ビス - トラックをデッキに取り付ける際に使う部品。デッキの表面から差込、裏面でナットで留める。大別して六角タイプとプラスタイプがある。ボルトやハードウェアと呼ぶこともある。
- ハンガー トラックの上半分。

## 日本の道路上での扱い
スケートボードは「ローラー・スケートをし、又はこれらに類する行為」として、「交通のひんぱんな道路」における使用が禁止されている。（道路交通法76条4項3号）「ひんぱん」の基準に関しては明確な基準はないが、凡そ他の歩行者や車両等との交通の危険が生じうる程度の交通量がある場所と解される。
なお、昭和34年4月16日の名古屋高等裁判所の判例によれば1時間あたり、原付30台、自転車30台、歩行者20名程度の場合は、交通のひんぱんな場所とはいえないと判断されている。
上記の判例に基づいて判断されることが多く、実際に逮捕された例はあるが起訴された例はない。また車道をスケートボードで走行していて人身事故に遭う事例も出ている。

## その他の問題
2020年東京オリンピックの影響でスケートボードが注目され、スケートボード愛好者が増加しているが、その一方で、スケートボーダーが路面や公園のベンチなどに傷を付けたり、シャッターなどを破壊する行為が日本各地で目立つようになり、社会問題化している。各自治体は、警察への通報を呼び掛ける看板を設置するなど、対策を強化している。

## 主な大会
- エックスゲームズ
- ARK LEAGUE
- デューツアー
- ストリートリーグ

## 派生商品
- フィンガーボード (玩具)(指スケートボード) - スケートボードのミニチュア版。指で扱う。
- ストリートボード - 旧スネークボード。デッキを三分割したスケートボード
- フリーラインスケート - スネークボードの前後を分離し、ウィールを縦一列に並べたもの
- キャスターボード
- スケートサイクル - 2つの車輪が真ん中の軸で一個に繋がった手錠型スケートボード
- ロングスケートボード
- サーフスケート
- マウンテンボード